# Arno van Zwam
Arno van Zwam (sinh ngày 16 tháng 9 năm 1969) là một cầu thủ bóng đá người Hà Lan.

## Sự nghiệp câu lạc bộ
Arno van Zwam đã từng chơi cho Júbilo Iwata.

## Thống kê câu lạc bộ

### J.League
| Đội          | Năm       | J.League | J.League | J.League Cup | J.League Cup | Tổng cộng | Tổng cộng |
| Đội          | Năm       | Trận     | Bàn      | Trận         | Bàn          | Trận      | Bàn       |
| ------------ | --------- | -------- | -------- | ------------ | ------------ | --------- | --------- |
| Júbilo Iwata | 2000      | 15       | 0        | 4            | 0            | 19        | 0         |
| Júbilo Iwata | 2001      | 26       | 0        | 8            | 0            | 34        | 0         |
| Júbilo Iwata | 2002      | 16       | 0        | 5            | 0            | 21        | 0         |
| Júbilo Iwata | 2003      | 17       | 0        | 5            | 0            | 22        | 0         |
| Tổng cộng    | Tổng cộng | 74       | 0        | 22           | 0            | 96        | 0         |